# استاروگارد گدانسکی
استاروگارد گدانسکی (به لهستانی: Starogard Gdański) با معنی تقریبی قلعه قدیمی، شهری در پومرانی شرقی در شمال غربی لهستان با جمعیت ۴۸٬۳۲۸ نفر (در ۲۰۰۴ میلادی) است.
استاروگراد از ۱۹۹۹ مرکز شهرستان استاروگارد در استان پومرانی است؛ ولی پیش از آن بین ۱۹۷۵ و ۱۹۹۸، شهرکی در استان گدانسک بوده‌است.

## موقعیت جغرافیایی

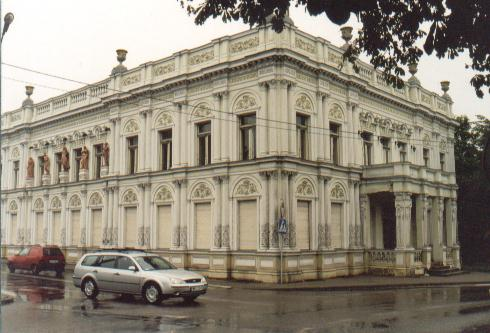
کاخ ویخرت

استاروگارد گدانسکی در منطقه پومرالیا روی رود کوچک ویریکا و در فاصلهٔ ۴۰ کیلومتری جنوب گدانسک قرار دارد. فاصلهٔ آن با چیو در شمال شرق، حدود ۲۱ کیلومتر و با خوینیسه در جنوب غرب، حدود ۶۷ کیلومتر است.

## تغییرات جمعیت شهر
| سال  | تعداد  |
| ---- | ------ |
| ۱۷۷۲ | ۱٬۱۰۳  |
| ۱۷۸۲ | ۱٬۴۱۰  |
| ۱۸۳۱ | ۳٬۱۴۵  |
| ۱۸۷۵ | ۶٬۰۲۲  |
| ۱۸۸۰ | ۶٬۲۵۳  |
| ۱۸۹۰ | ۷٬۰۸۰  |
| ۱۹۰۵ | ۱۰٬۴۸۵ |
| ۱۹۲۱ | ۱۳٬۳۶۰ |
| ۱۹۴۳ | ۱۷٬۸۹۵ |
| ۱۹۶۰ | ۲۵٬۸۰۰ |
| ۱۹۷۰ | ۳۳٬۷۰۰ |
| ۱۹۸۰ | ۴۴٬۲۰۰ |
| ۱۹۹۰ | ۴۹٬۵۰۰ |
| ۲۰۰۱ | ۴۹٬۸۸۴ |
| ۲۰۱۲ | ۴۹٬۰۷۲ |

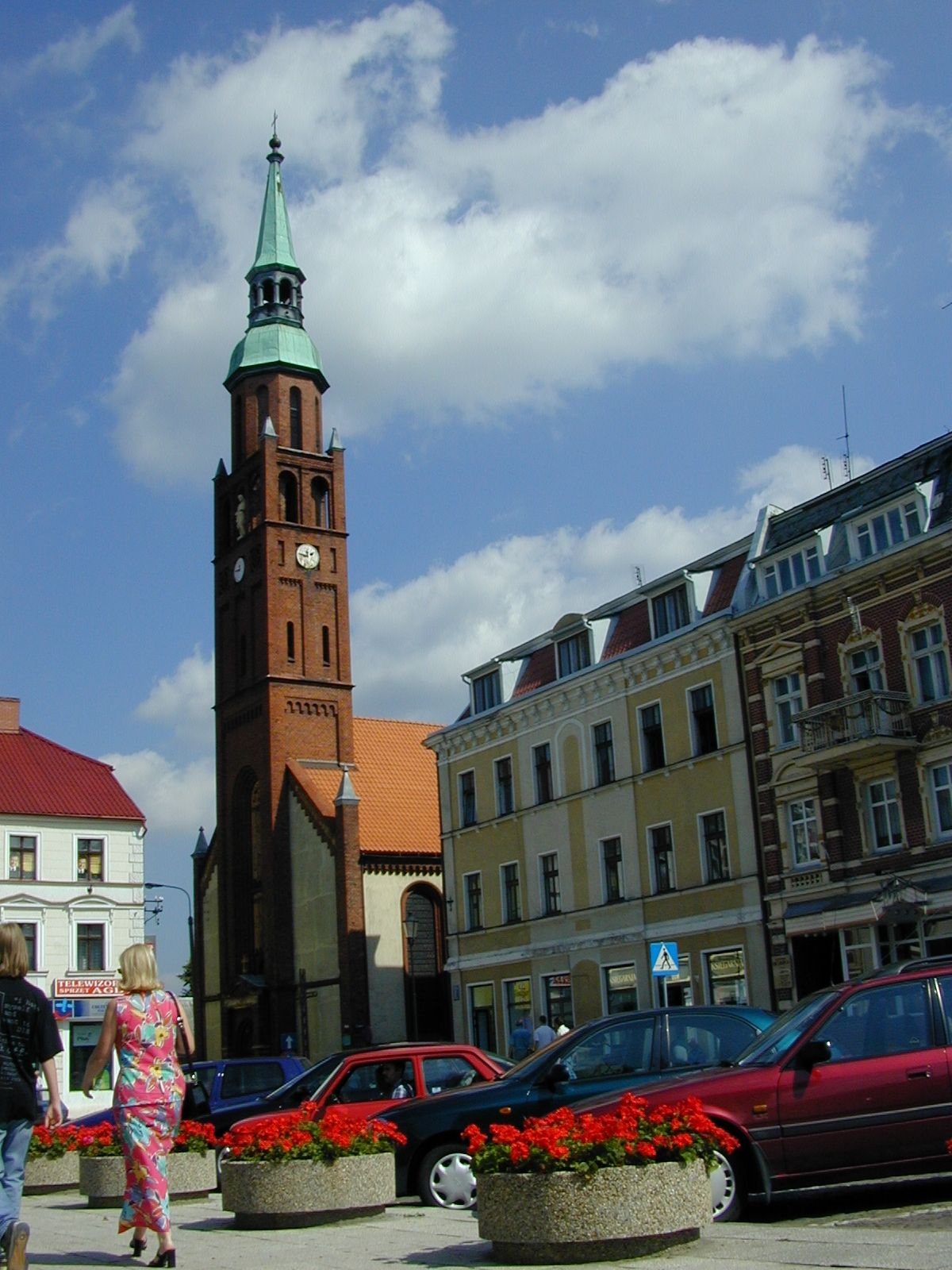
میدان اصلی

توجه شود که اعداد جدول بالا بر پایهٔ منابع اولیه و احتمالاً غیر بی‌طرف استخراج شده‌است.

## خواهرخواندگان
- اشاتس
- لیمرک
- فوشان